# João Freire Medeiros
João Freire Medeiros (São Luís, 8 de fevereiro de 1915 — São Luís, 24 de dezembro de 1991) foi um juiz e jornalista maranhense. Foi  membro da Academia Maranhense de Letras, do Instituto Histórico e Geográfico do Maranhão, do Instituto de Direito Social, de São Paulo, da Societé Internacionale de Droit du Travail et de la Sécurité Sociale, da Suíça, e professor da Universidade Federal do Maranhão.

## Obras
- A Previdência Social Brasileira e seus alcances